# スノードニア
スノードニア（英語: Snowdonia、エラリ、ウェールズ語: Eryri; ウェールズ語発音: [ɛrərɪ]）は、ウェールズ北西部の山岳地帯であり、面積 823平方マイル (2,130 km2) の広大な国立公園が周囲一帯を覆う。スノードニア国立公園は、ウェールズの3か所の国立公園のうち1951年に指定された最初の国立公園である。スコットランドを除くイギリスにおいて最も標高の高いスノードンがある。

## 名称

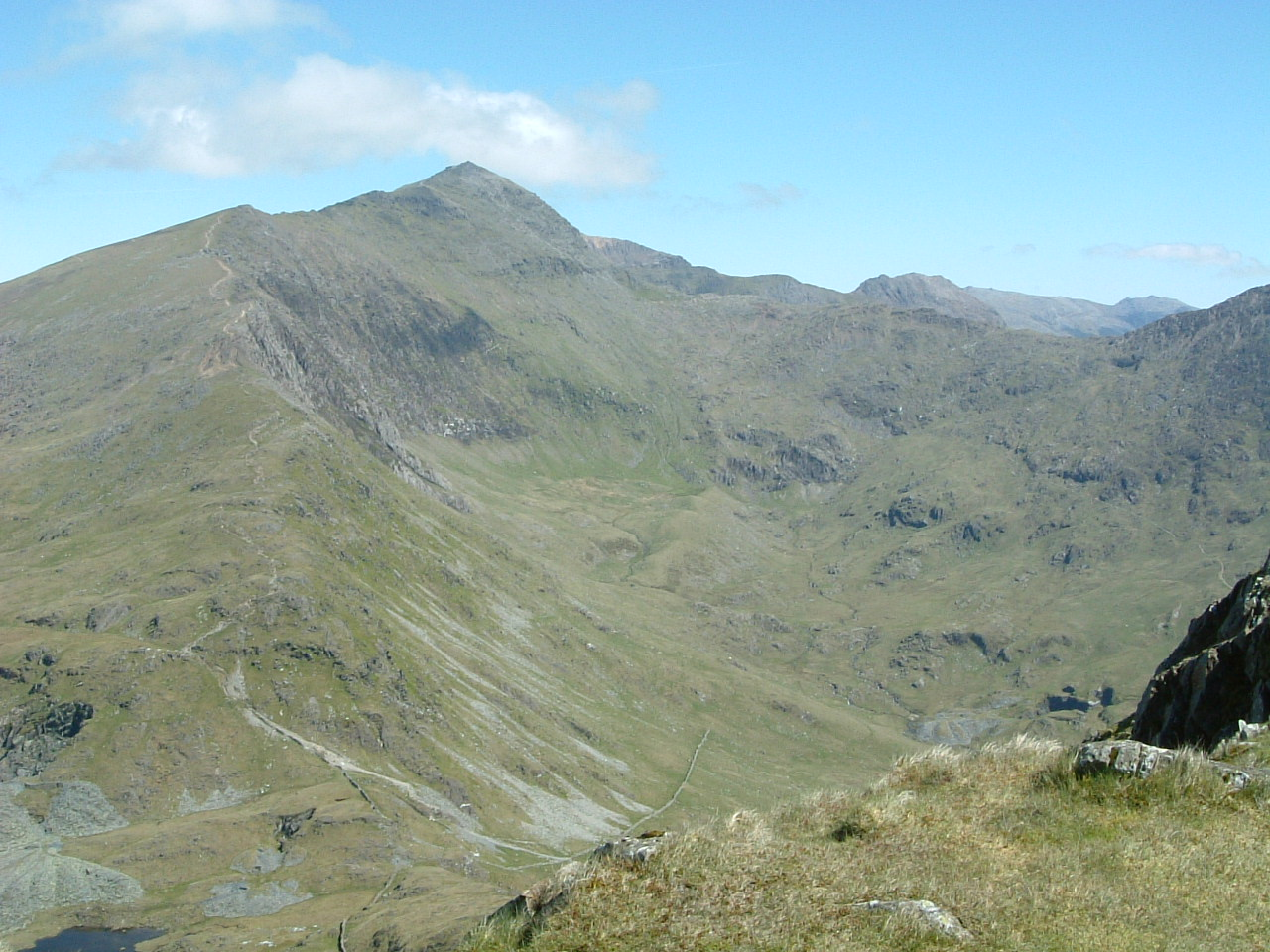
南のアル・アランから見たスノードン（アル・ウィズヴァ）

英語の地域名であるスノードニア (Snowdonia) は、標高 1,085メートル (3,560 ft) のウェールズの最高峰スノードン (Snowdon) に由来する。これは中世13世紀のイングランドの船乗りが遠くの冠雪した山を「雪の丘」 (Snowdun Hill, Snowdun) と呼んだことによるといわれるが、ウェールズ語ではアル・ウィズヴァ (Yr Wyddfa〈「埋葬塚」の意〉) 、その地域はエラリ (Eryri) と名付けられている。一般的な説によれば、その名称は eryr （鷲）に由来し、エラリ (Eryri) は「鷲の国」（鷲の座）の意とされるが、先頃の立証によれば、それは高地（英: Highlands）を意味し、ラテン語の oriri（上昇する〈英: to rise〉）に関連するとして、ウェールズ語学者のイファー・ウィリアムズが論証している。
エラリ (Eryri〈Heremi, Heriri〉) にあたる語のヘレルス (Heremus) は、9世紀の『ブリトン人の歴史』（ラテン語: “Historia Brittonum”）の稿本（写本）において、半ば伝説的な5世紀の王ヴォーティガン（ウェールズ語: Gwrtheyrn）の没落の物語に初めて記された。中世には、サウェリン・アプ・グリフィズが「ウェールズ大公（プリンス・オブ・ウェールズ）でありスノードニア領主」（ウェールズ語: ‘Tywysog Cymru ac Arglwydd Eryri’）の称号を使用した。彼の祖父の大サウェリンは、「全北ウェールズ公でありスノードニア領主」の称号を使用している。
ウェールズ語名のエラリ (Eryri) をこの地域の唯一の名称に定めようといった動きもある。これは、スノードン、スノードニアおよびスノードニア国立公園という表現の公的使用を禁止しようとする。使用名称の決議は、最終的にウェールズ議会ではなく、国立公園局によりなされ、グウィネズ評議会の一員により、スノードンやスノードニアの名称を変更するよう請願された動議は、2021年4月に否決された。こういった運動は、地元の人達が住居の名称をウェールズ語から英語名に付け替えられたことなどを例に挙げて推し進められるが、長きにわたるスノードニアなどの名称を捨て去る申し立てには批判的な意見がある。

## 範囲

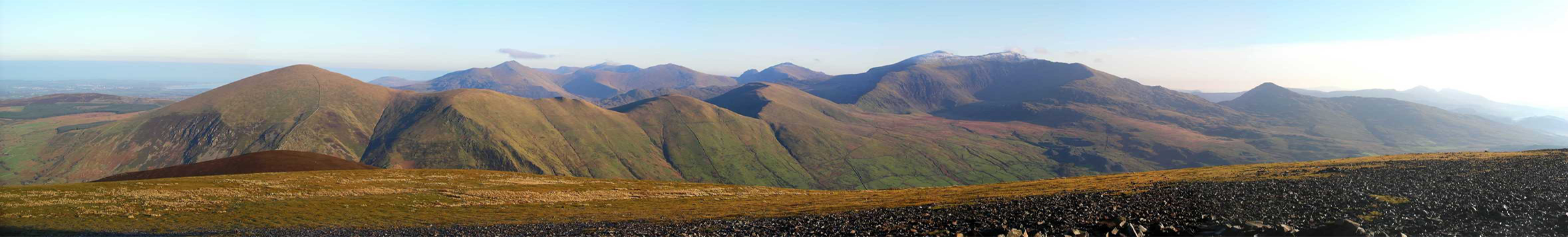
マウル山から見たスノードン（中央右）などのスノードン山塊の展望。遠方にグリデライがある。

国立公園の境界が指定される以前の「スノードニア」は、一般により狭い地域、すなわちスノードン山塊を中心とするグウィネズ北部の高地地域を指して使われたが、国立公園の規模は、遠く南のメリオネスシャー（メリオネッズ、ウェールズ語: Meirionnydd）に向かって広がり、その2倍以上の地域におよんでいる。これはジョージ・ボローによる古典的な旅行記『ワイルド・ウェールズ』（1862年）や、H・カー (H. R. C. Carr) と G・リスター (G. A. Lister) による“The Mountains of Snowdonia”（スノードニアの山）（1925年）など1951年より前に出版された書籍によく表れている。伝統的なスノードニアには、スノードンとそれに付随する一連のグリデライ、カルネザイ、モエルウィニオン（英: Moelwyn）、モエル・ヘボグの山塊が含まれるが、マエントゥログ（マイントゥログ）の南にある丘陵地帯は含まれていない。

## 地質
スノードニアの地質はこの地域の性質の手掛かりとなる。オルドビス紀の堆積岩や火成岩には、一連の氷河時代における氷期に連続する激しい断層と褶曲が刻まれ、独特な岩石からの地形となる。最終氷期は1万1500年前頃には終わり（ヤンガードリアス）、今日訪門者を引き付ける特質的遺産を残すとともに、地質学の進展にも一定の役割を果たしている。1831年にクゥム・イドワル（クーム・イドゥアル）を訪れたチャールズ・ダーウィンは、10年後の再訪の際、その地形が氷期の産物であることに気づいた。この圏谷（ウェールズ語: cwm; 発音 [kʊm]〈クゥム〉、「谷、丘陵」の意）にある最大のモレーン（氷堆石）は、ウェールズ語で Bedd y Cawr （「巨人の墓」の意）と呼ばれ、伝説の巨人イドワル (Idwal) の墓といわれる。
基盤岩の大部分はカンブリア紀やオルドビス紀にさかのぼり、カレドニア造山運動に付随するオルドビス紀およびシルル紀の年代の貫入岩もある。また、カンブリア紀やオルドビス紀の泥岩の低度変成作用がスレートを形成し、その採取はかつてこの地域の経済活動の支柱をなしていた。

## 地理

スノードン山塊概要図
Yr Wyddfa（アル・ウィズヴァ〈スノードン〉、1085m） Garnedd Ugain（ガルネズ・イガイン、1065m） Crib Goch（クリブ・ゴッホ、923m） Y Lliwedd（ア・シウェズ、898m） Yr Aran（アル・アラン、747m） Moel Cynghorion（モエル・カンホリオン、674m）
Llyn Llydaw（スラダウ湖） Glaslyn（グラスリン） Llyn Dinas（ディナス湖） Llyn Gwynant（グゥイナント湖） Llyn-Cwm-Ffynnon（クゥム・ファノン湖）

### 山岳
伝統的なスノードニアの主たる範囲は、スノードン山塊、グリデライ、カルネザイ、モエルウィニオン、モエル・ヘボグの連なりである。ウェールズの3000フィート山はすべてこれら山塊の初めの3か所の地域にあって、訪れる者の人気を博している。標高 1,085メートル (3,560 ft) のスノードンの頂は、ウェールズで最も高く、イギリスにおいてもスコットランド高地より南では最も高い。
より広く国立公園がおよぶ南には、リノギズ、カダイル・イドリス、アラン・ヴァウズゥイの連なりがある。ウェールズにおいて北部のスノードニア地域以外では、標高 905メートル (2,969 ft) のアラン・ヴァウズゥイが最も高く、標高 893メートル (2,930 ft) のカダイル・イドリスがそれに続いている。これらの明確な地域のほかに、簡単に振り分けられない多くの山があるが、多様なガイドブックの記述は、それらを「アレニグ」‘Arenigs’ 、「タレン」‘Tarrens’ 、「ダヴィ・ヒル」‘Dyfi hills’（英: Dovey hills）といった山群に割り当てている。

### 湖水

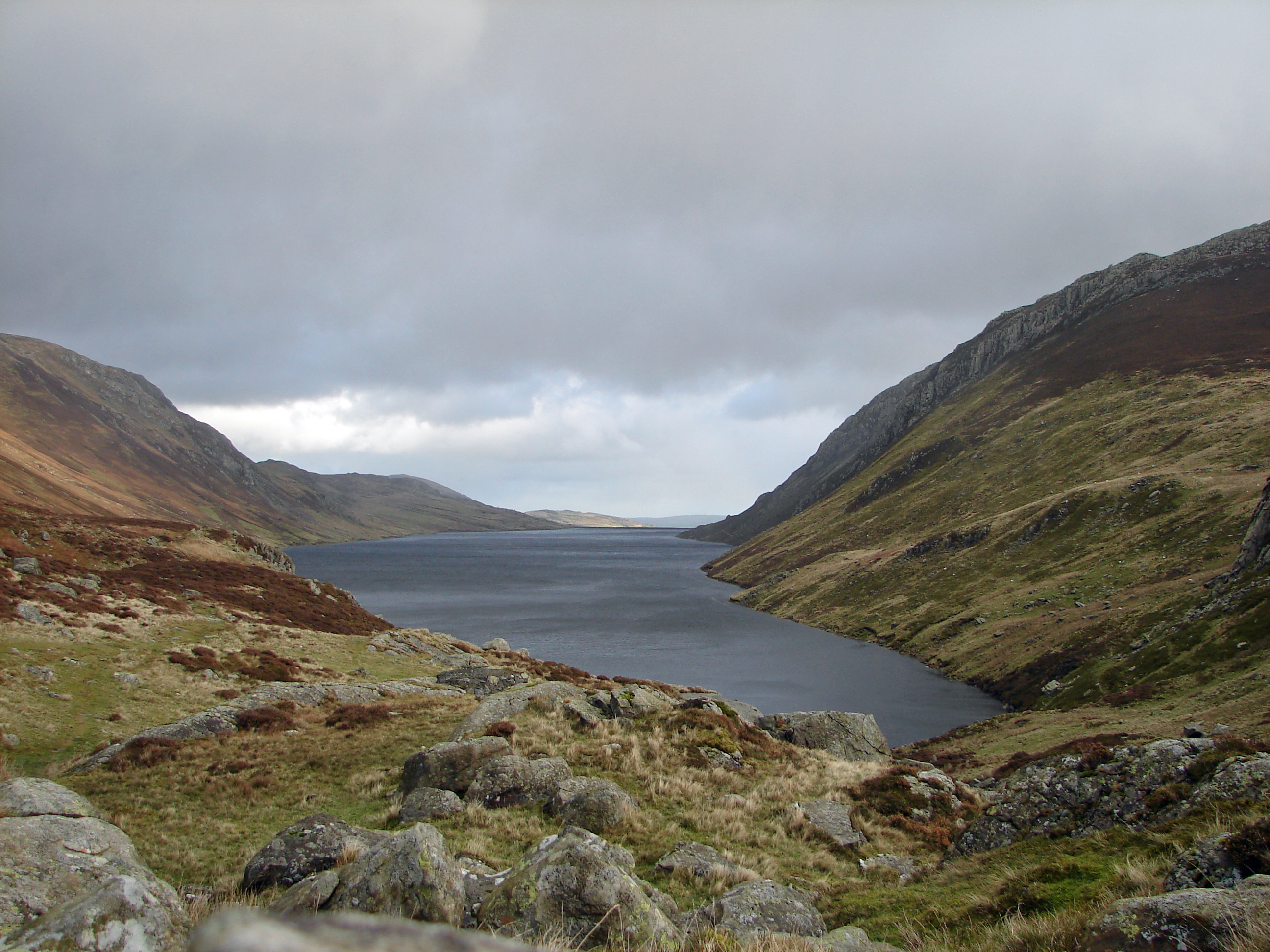
カペル・キリッグの北にあるコウラド湖

ウェールズにおいて自然湖水域は規模に関わらず多いほうではなく、スノードニアがほとんどを占める。湖（シン、ウェールズ語: llyn〈複数形: サンノェズ、llynnoedd〉）は、バラ湖のほかいくつかあり、サンベリス（スランベリス）にあるパダルン湖やペリス湖、カダイル・イドリスの南にあるタル・ア・スリン湖などがU字谷のもとにある。スノードンの南のディナス湖やグゥイナント湖（グウィナント湖）と西にあるクゥエシン湖（クエスリン湖）は、カルネザイの端にあるオグウェン湖やコウラド湖と同じく、この部類に特徴づけられる。スノードニアには、かつての激しい氷河作用による圏谷に生じた数多くの小湖がある。圏谷にある小湖として一般に知られるものとしては、スノードンのスラダウ湖、グラスリン、ディル・アルズィ湖 (Llyn Du'r Arddu) 、グリデライにあるイドワル湖（イドゥアル湖）、カダイル・イドリスのカイ湖などがある。アーサー王の剣エクスカリバーの伝説の湖としては、グラスリンのほか、スラダウ湖、ディナス湖、オグウェン湖が挙げられ、オグウェン湖付近ではアーサー王の時代の6世紀にさかのぼるといわれる剣が発見されている。
この地域には、2つの大きな人造湖であるケラン湖とトラウスヴァニズ湖があるほか、自然の湖水の多くは人為的に水位がある程度異なり引き上げられている。マルフリン・マウル貯水池とストゥラン湖（フェスティニオグ発電所）の2か所は、揚水発電構想の一環として自然の小湖がダムでせき止められた実例である。

### 河川
川（アヴォン、ウェールズ語: afon〈複数形: アヴォニズ、afonydd〉）は、一帯よりカーディガン湾にすぐに流出しており、概して短くかつ急勾配である。北から南へと共通の河口を分け合うグラスリン川やドゥイリド川があり、ほかに広範囲の川が北岸に流れ込んでいる。これらの中で最大のものは国立公園の東端にあるコンウィ川で、オグウェン川とともにコンウィ湾に注いでいる。さらに西にはセイオント川やグゥイルヴァイ川がメナイ海峡の西端に流れ出る。国立公園の東の一部にはディー川（ウェールズ語: Afon Dyfrdwy）上流に集水域があり、ウェールズで最大の自然湖水域であるバラ湖（ウェールズ語: Llyn Tegid）がある。
南にはマウザッハ川とその支流のウニオン川とエデン川、小さなダサンニ川、それに国立公園の南端のダヴィ川などがある。

## 自然

### 気象
スノードニアはヨーロッパの西端に位置し、イギリスでも極めて湿潤な地域の1つである。ウェールズにおいて雨が最も多い地域であり、年平均降水量は 3,000ミリメートル (120 in) 以上である。スノードニアのクリブ・ゴッホの年平均降水量は 4,473ミリメートル (176.1 in) 余りとされ、イギリスで最も雨の多い場所の1つに挙げられる。クリブ・ゴッホの1945-2015年の月平均降水量は 376ミリメートル (14.8 in) で、12月は平均降水量の370パーセントとなる。

### 動物相
スノードニアの哺乳類には、シロイワヤギのほか、ユーラシアカワウソ、ヨーロッパケナガイタチ、オコジョ、ヤブノウサギ、ダマジカ、ヨーロッパアナグマ、アカギツネなどが挙げられるほか、絶滅危惧種のマツテンも認められるがかなり稀である。一帯はヒメキクガシラコウモリの生息でも知られる。鳥類では、ワタリガラス、ベニハシガラス、ハヤブサ、キバシヒワ、クビワツグミのほか、カラフトライチョウ、クロライチョウが生息するなど、多くの鳥が観察される。イギリスでは1916年に一度絶滅した非常に希少なミサゴ（イギリスのミサゴ）の生息も知られる。昆虫類においては、スノードン・ビートル（レインボー・リーフ・ビートル、Rainbow Leaf Beetle）と呼ばれる甲虫 Chrysolina cerealis がごく一部において認められる。

### 植物相
スノードニアは、北極圏-高山帯 (Arctic–alpine) 植物であるユリ科チシマアマナ属のスノードン・リリー（英: Snowdon lily、チシマアマナ）が見られるイギリスで唯一の場所であり、また、一時は絶滅したとされたヤナギタンポポ属のスノードニア・ホークウィード（英: Snowdonia hawkweed） Hieracium snowdoniense の分布が認められた世界で唯一の場所である。
近年直面している大きな問題の1つに、ツツジ属の1種 Rhododendron ponticum の侵入の増加がある。この急速に増加する外来種は、在来種に取って代わって阻害する性質があり、幅広い環境条件に耐えて多くの場所で成長するため、在来植物相や動物相に多くの悪影響をおよぼしている。

## スノードニア国立公園
スノードニア国立公園（英語: Snowdonia National Park、ウェールズ語: Parc Cenedlaethol Eryri）は、1951年にピーク・ディストリクト、レイク・ディストリクト（湖水地方）に次いでイギリスで3番目の国立公園として設立された。面積は 823平方マイル (2,130 km2) （ISCN: 214,200ヘクタール (2,142 km2)）、それに 37マイル (60 km) の海岸線がある。スノードニア国立公園は、グウィネズおよびコンウィの一部にわたっている。
この国立公園は、地方政府とウェールズ政府の代表で構成されるスノードニア国立公園局（英語: Snowdonia National Park Authority、ウェールズ語: Awdurdod Parc Cenedlaethol Eryri）により管理され、本部はペンリンダイドライスにある。1998年の地方政府の再編以来、公園の一部はグウィネズに位置し、一部はコンウィ州区となる。18人により構成されるスノードニア国立公園局において、9人はグウィネズより任命され、3人はコンウィより任命されて、残りの6人はウェールズ政府より国を代表して任命される。
他国の国立公園と違い、スノードニアなどイギリスの国立公園では、中央計画機関のもとに公有地と私有地の双方より構成されている。スノードニアの土地所有の構成比を次に示す。
| 所有分類             | 占有率 (%) |
| -------------------- | ---------- |
| 私有地               | 69.9       |
| 天然資源ウェールズ   | 17.5       |
| ナショナル・トラスト | 8.9        |
| 国立公園局           | 1.2        |
| 水道会社             | 0.9        |
| その他               | 1.6        |

国立公園の大部分は開けた土地もしくは山地であるが、公園内にはかなり多くの農業活動が見られる。公園内には2万6000人以上が暮らしており、ウェールズ語を話すことができる割合は、2001年で62.1パーセント、2011年では58.6パーセントであった。ウェールズ全体では21パーセントとされる。スノードニア協会（英語: Snowdonia Society、ウェールズ語: Cymdeithas Eryri）は、1967年に設立された登録慈善団体であり、この地域ならびにその保護に関心がある人達の自発的な集まりからなる。
スノードニア国立公園の中央部は、殊にスレートの採石場があるブライナイ・フェスティニオグの町を囲むように空いている。ここは縮小したウェールズのスレート産業に代わって新たに軽工業が発展するよう設定された際、公園から意図的に除外された。同じような場所はピークディストリクト国立公園にもあり、三方が公園に囲まれるようにバクストンの町ならびに隣接する採石場が外側にある。

## 地誌

### 歴史
この地域のヒトの居住における最古の痕跡は紀元前4000-3000年頃にさかのぼり、景観に明らかな先史時代のフィールドシステムの広範な足跡が見られる。それらには不規則な囲いや小屋（英: hut）の跡を示す環状遺跡（ハットサークル）があり、新石器時代やブラン・カデル・ヴァネルのような青銅器時代の埋葬室、それにフェスティニオグ（サン・フェスティニオグ）付近のブラン・ア・カステス (Bryn y Castell) のような鉄器時代のヒルフォートも知られる。
西暦77-78年に一帯は古代ローマにより征服された。ローマの駐屯地・演習地の遺構はよく知られており、Tomen y Mur（トメン・ア・ミル）にはローマの砦（カストラ）ならびに円形劇場があった。道路（ローマ街道）がカーナーヴォンの砦セゴンティウム（カエル・セイント〈Cair Seint〉）とチェスターのディーヴァ（デーウァ、Deva）を結び、北部の山岳地域にも道路（ヘレンの道、ウェールズ語: Sarn Helen）があった。
ローマ時代の後、初期キリスト教に関係する記念碑が多くあり、スノードニアではディナス・エムラスのヒルフォートがこのローマ時代以降のものにあたる。5、6世紀には教会がこの地域にもたらされた。また、大サウェリンやサウェリン・アプ・グリフィズは領地の境界および要路を守るために多様な石造城塞を築き、エドワード1世はハーレフ城など、一連の城郭や町を建設している。
18世紀に、この地域の産業資源開発が始まり、ターンパイク・トラストの設立がアクセスを容易にした。テルフォードによりスノードニアを通る道路（ホリーヘッド・ロード〈A5〉）が建設され、ポルスマドッグの新港が狭軌鉄道を介してフェスティニオグのスレート採石場と結ばれた。19世紀より最盛期にはおよそ1万2000人がスレート産業に従事していた。さらに銅、鉄、金（ウェルシュ・ゴールド）などのウェールズの鉱業が18世紀から19世紀にかけて行われ、今日に鉱山や工場の遺構を残している。

### 産業
この地域の産業は伝統的に農業が中心であり、ヒツジの放牧（粗放農業）は、依然スノードニアの農業経済の中心にある。19世紀初頭から鉱業および採石が台頭し、この一帯はかつて世界で最も重要なスレートの産出地であったが、多少生産を継続しているものの最盛期より大幅に減少している。20世紀から21世紀には観光がスノードニアの経済活動の一環として重要なものになった。スノードン登山鉄道やサンベリス湖鉄道の発着駅があるサンベリスにあったスレート工場 Gilfach Ddu は、今日、ウェールズ国立博物館の1つとなる国立スレート博物館として使用されている。
国立公園の自然林は落葉性の混交林で、代表的な木はフユナラ（ウェルシュ・オーク、Welsh oak）であり、カバノキ、トネリコ、ナナカマド (Mountain-ash)、ハシバミ類も普通に認められるが、公園の主要区域は、20世紀に木材の生産のために植林された。主な針葉樹（コニファー）のプランテーションとして、Beddgelert Forest（ベズゲレルトの森）、ベトゥス・ア・コエドに近い Gwydyr (Gwydir) Forest（グゥイディルの森〈森林公園〉）、ドルゲサイに近い Coed y Brenin Forest（コエド・ア・ブレニンの森〈森林公園〉）、南のダヴィ川に近い Dyfi Forest（ダヴィの森）、バラの南にある Penllyn Forest（ペンシンの森）などが、天然資源ウェールズのもとにある。
トラウスヴァニズ湖のトロースフィニッド原子力発電所の建設は1959年に始まり、1965年に初めて発電された。この原子力発電所は1991年まで稼働していたが、現在は廃炉段階の処置が続いている。揚水発電事業による水力発電所は、フェスティニオグ発電所のほか、サンベリスにおいてディノルウィグ発電所が稼働している。

### 道路

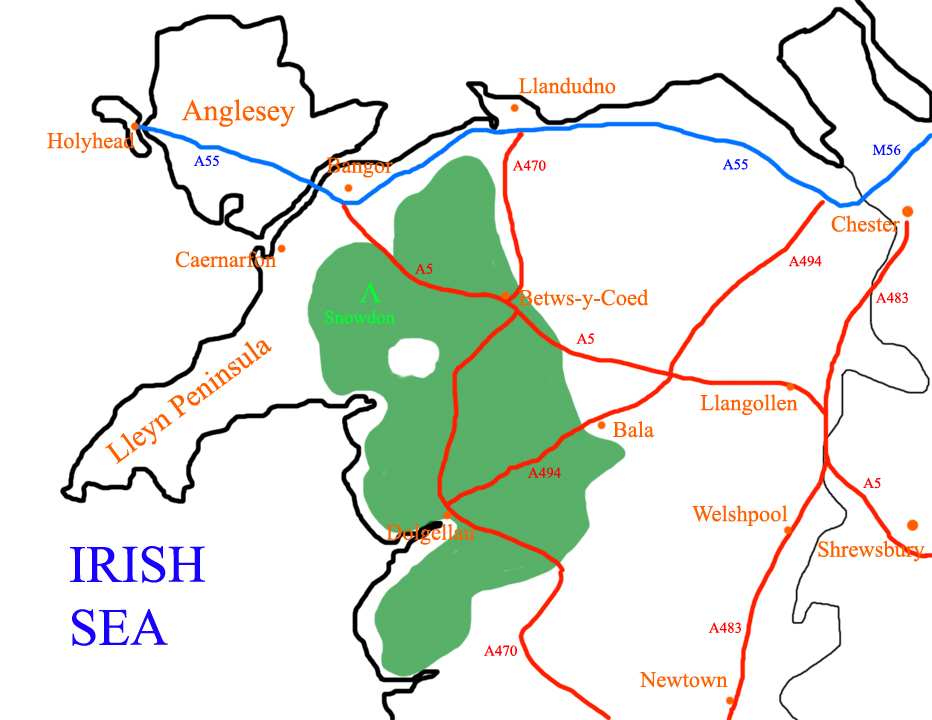
幹線道路の概略図

スノードニアにはいくつかの幹線道路があり、そのうち A55 が最も通行量が多く、この道路は北海岸沿いに走り国立公園北部に通じる。国立公園のなかで最も主要な南北経路は A470 で、A55 から南にベトゥス・ア・コエドを越えてブラエナイ・フェスティニオグ、ドルゲサイへと走り、南東付近のマスゥイドよりすぐ公園内を抜ける。ドルゲサイから A494 が東のバラへと走り、また、A487 が南のマハンセスにつながる。A487 は国立公園の北西にバンガー（バンゴル）からカーナーヴォンを経てポルスマドッグに回り、その後内陸に曲がるとマエントゥログの東で A470 と合流する。A5 はトーマス・テルフォードによりロンドンとホリーヘッド（カエルガビ、ウェールズ語: Caergybi）間の郵便馬車の道路として建設されたもので、東のペントレヴォエラス近くより国立公園に入ってベセスダ付近に抜ける。
その他のA道路がより多く地方の接続に配されており、南の A493 はマハンセスからダヴィ川を下り、海岸沿いに北に上ってタウィンからマウザッハ川を再び上ってドルゲサイに通じ、また、A496 はドルゲサイからマウザッハ川の北岸を西に下ってバーマス（アベルマウ、ウェールズ語: Abermaw）に向かった後、海岸を北上してハーレフを経てマエントゥログに至る。バラとトラウスヴァニズをつなぐ A4212 は比較的新しいもので、1960年代に人工のケラン湖の建設の接続に配備された。
ほかに3本の道路が、細く曲がる道のりとして北の山地に通されている。A4085 はペンリンデイドラエスとカーナーヴォンを結び、A4086 はカペル・キリッグとカーナーヴォンをサンベリス経由で結んでおり、また、A498 がトレマドッグと A4086 のペン・ア・グゥリッドに接続する。その他、南で注目される道路としては、サニウフシンから Cwm Cynllwyd を上って標高 545メートル (1,788 ft) のブルフ・ア・グロエスの峠を経てディナス・マウズゥイに至るウェールズで2番目に高い舗装された公道などがある。

### 鉄道
複線のノース・ウェールズ・コースト線は、コンウィ、バンガー間の国立公園の北方境界沿いに通過する際、トンネル内の Penmaen-bach Point（ペンマエン・バッハ崎）で一瞬入る。最寄りの駅としては、コンウィ駅、ペンマインマウル駅、サンヴァイルヴェハン駅、バンガー駅がある。
単線のコンウィ・ヴァレー線は、サンディドゥノ分岐駅から南に走り、ベトゥス・ア・コエドの北より国立公園に入る。次いで公園内にあるポント・ア・パント駅、ドルゥイゼラン駅、ローマン・ブリッジ駅を経由してセドゥル渓谷を西に上り、トンネル通過後ブラエナイ・フェスティニオグ駅に至る。
1961年より前には、バラ・アンド・フェスティニオグ線という路線がトラウスヴァニズ駅を経てバラ分岐駅まで続き、もう1つのかつての路線ルアボン-バーマス線がディー川の渓谷に沿って南西に走り、ドルゲサイを経て、今もなお現存する沿岸のカンブリアン線とバーマス駅の南で合流していた。
カンブリアン線のプスヘリ支線は、ダヴィ分岐駅から、アベルダヴィ駅、タウィン駅、トンヴァナイ駅、スゥイングゥリル、フェアボーン、モルヴァ・マウザッハ駅を経て、指定建築物2*級 (Grade II*) のバーマス鉄道橋（アベルマウ鉄道橋、ウェールズ語: Pont reilffordd Abermaw）がマウザッハ河口を渡してバーマスに続いている。さらに北のハーレフを過ぎるとやがて国立公園を抜け、ドゥイリド川を渡って西のプスヘリに向かう。

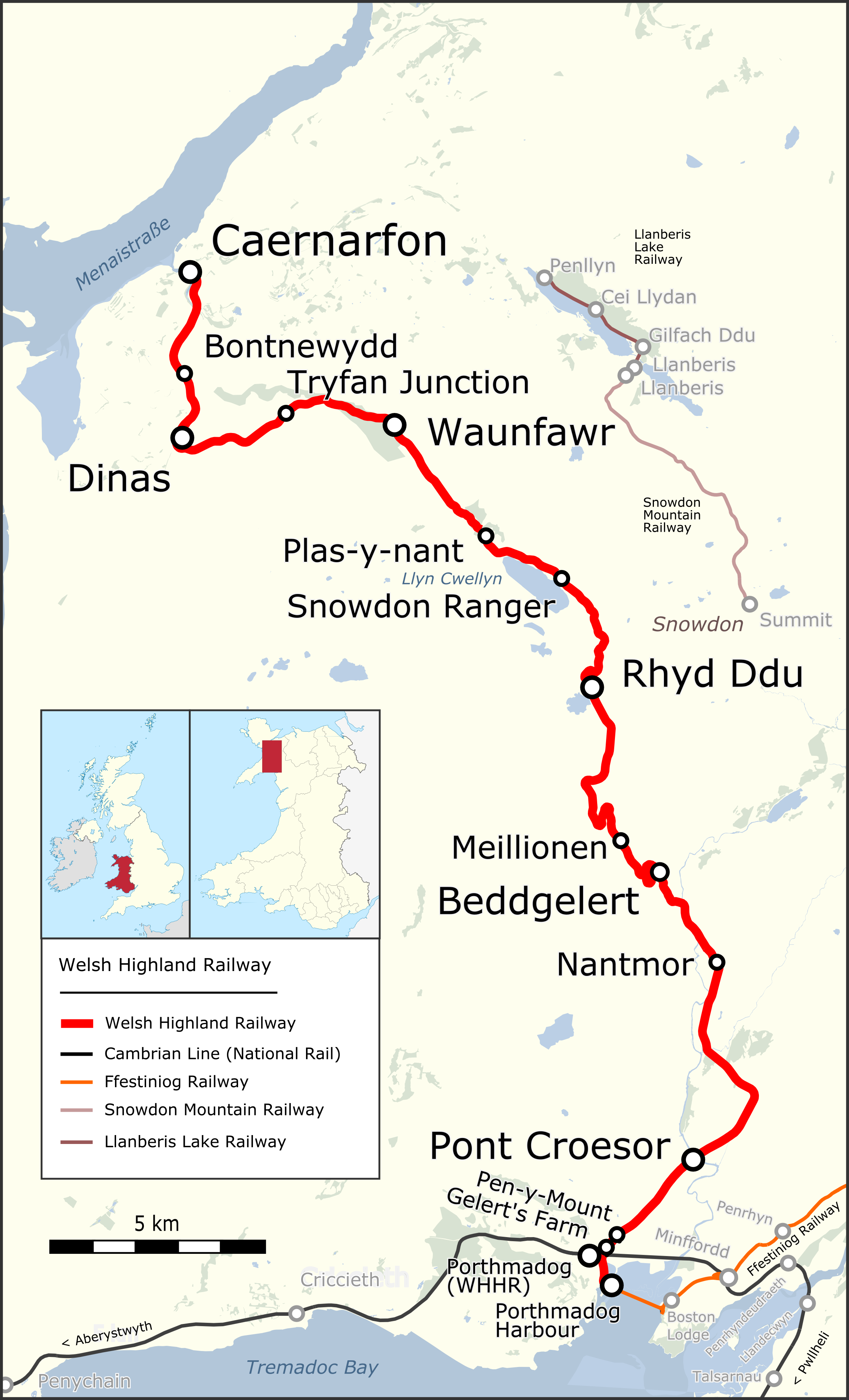
― ウェルシュ・ハイランド鉄道
― フェスティニオグ鉄道
― スノードン登山鉄道
― サンベリス湖鉄道

#### 保存鉄道
登山鉄道が最高峰スノードンの頂上へと運行している。また、廃止された鉄道路線の多くが今日保存され使用されている。バラ湖鉄道は、バラとサニウフシンを結ぶかつての本線ルートの路線に沿って設定された保存鉄道である。そのほかの保存鉄道は、かつての運鉱線の軌道が占めており、その多くは狭軌である。
- スノードン登山鉄道（英: Snowdon Mountain Railway; SMR）: サンベリス駅 (SMR)（英語版） - 山頂駅（英語版）（サミット[90]）
- サンベリス湖鉄道（英語版）（英: Llanberis Lake Railway; LLR）: サンベリス駅 (LLR)（英語版） - ペンシン駅（英語版）
- ウェルシュ・ハイランド鉄道（英: Welsh Highland Railway; WHR）: カーナーヴォン駅（英語版） - ポルスマドッグ港駅（英語版）
- フェスティニオグ鉄道（英: Ffestiniog Railway; FR[91]）: ブラエナイ・フェスティニオグ駅（英語版） - ポルスマドッグ港駅
- タリスリン鉄道（タラシン〈タリシン[92]〉鉄道、英: Talyllyn Railway）: ナント・グゥエルノル駅（英語版） - タウィン埠頭駅（英語版）（タウィン・ワーフ[93]）
- バラ湖鉄道（英語版）（英: Bala Lake Railway）: バラ停車駅（ペナボント）（英語版） - サニウフシン駅（英語版）

## 指定保護区
スノードニアには、その多様な景観と生態系により、とりわけ多くの保護地域があり、その総面積のほぼ20パーセントがイギリスやヨーロッパの法令により保護されている。その保護地域のうちおよそ半分は保全特別地域 (Special Area of Conservation; SAC) としてEUの生息地指令のもと、政府により保護される。学術研究上重要地域 (Site of Special Scientific Interest; SSSI) には、動物相と植物相の双方から指定されるばかりか、地質学による場合など、非常に多く指定されている。また、天然資源ウェールズ (Natural Resources Wales; NRW) により、多くの地域が国立自然保護区 (National nature reserve; NNR) として管理されている。なかでも第一に挙げられるスノードン国立自然保護区は 1,671ヘクタール (16.71 km2) におよんでいる。グリデライに位置するクゥム・イドワル国立自然保護区は、1954年、初めてウェールズの国立自然保護区として指定された。
ラムサール条約湿地には、イドワル湖、バラ湖 (Llyn Tegid) 、ダヴィ生物圏（Cors Fochno & Dyfi ）の3か所が含まれる。それらの指定区域は完全に国立公園内にあるものもあれば、その一部が公園内にかかるものもあり、また、いくつかの指定区域が重複している。保全特別地域 (SAC) は15か所あり、西側の海岸線は、シーン半島（フリーン半島）から延びる保全特別地域となる。鳥類に関する特別保護地域 (Special Protection Area; SPA) は、ミグネイント・アレニグ・ズィアスト、ベルウィン (Berwyn) 、クライグ・アル・アデリン、ダヴィ川の4か所を数える。地域自然保護区 (Local nature reserve; LNR) としては、ナント・ア・コエド (Nant y Coed) の1か所が国立公園の北端に位置する。
| 学術研究上重要地域 (SSSI)                                                       | 国立自然保護区 (NNR)                             | 保全特別地域 (SAC)                                                                                                   | 特別保護地域 (SPA)                    | ラムサール条約湿地                       |
| ------------------------------------------------------------------------------- | ------------------------------------------------ | --- | ------------------------------------- | ---------------------------------------- |
| コエディーズ・アベル                                                            | コエディーズ・アベル                             | コエディーズ・アベル                                                                                                 |                                       |                                          |
| グリンシヴォン                                                                  |                                                  | グリンシヴォン |                                       |                                          |
| グゥイルヴァイ川とクゥエシン湖                                                  |                                                  | グゥイルヴァイ川とクゥエシン湖                                                                                       |                                       |                                          |
| スノードニア（エラリ）                                                          | スノードン（アル・ウィズヴァ）                   | スノードニア（エラリ）                                                                                               |                                       |                                          |
| スノードニア（エラリ）                                                          | クゥム・イドワル                                 | スノードニア（エラリ）                                                                                               |                                       | イドワル湖                               |
| スノードニア（エラリ）                                                          | クゥム・グラス・クラヴナント (Cwm Glas Crafnant) | スノードニア（エラリ）                                                                                               |                                       |                                          |
| cy:Mwyngloddiau a Chreigiau Gwydyr（グゥイディル鉱山）                          |                                                  | Mwyngloddiau Fforest Gwydir / Gwydyr Forest Mines（グゥイディル鉱山林）                                              |                                       |                                          |
| コルス・グライアノグ                                                            |                                                  | コルスィズ・エイヴィオニズ (Corsydd Eifionydd)                                                                       |                                       |                                          |
| コエド・トレマドッグ                                                            | コエド・トレマドッグ                             | |                                       |                                          |
|                                                                                 | ハヴォド・ガレゴグ                               | |                                       |                                          |
|                                                                                 | コエディーズ・マエントゥログ                     | |                                       |                                          |
|                                                                                 | コエド・カメライ                                 | |                                       |                                          |
| ケイナント・カンヴァル（カンヴァル峡谷）                                        | ケイナント・カンヴァル                           | |                                       |                                          |
| ケイナント・センナルフ（センナルフ峡谷）                                        | ケイナント・センナルフ                           | |                                       |                                          |
|                                                                                 |                                                  | Coedydd Derw a Safleoedd Ystlumod Meirion / Meirionnydd Oakwoods and Bat Sites（メイリオニズのオークの森とコウモリ） |                                       |                                          |
| ミグネイント・アレニグ・ズィアスト                                              |                                                  | ミグネイント・アレニグ・ズィアスト                                                                                   | ミグネイント・アレニグ・ズィアスト    |                                          |
| エデン川 - コルス・ゴッホ・トラウスヴァニズ (Afon Eden - Cors Goch Trawsfynydd) |                                                  | エデン川 - コルス・ゴッホ・トラウスヴァニズ                                                                          |                                       |                                          |
| コエド・ゴルスウェン                                                            | コエド・ゴルスウェン                             | |                                       |                                          |
| コエド・ドルガログ                                                              | コエド・ドルガログ                               | |                                       |                                          |
| ディー川 (Afon Dyfrdwy)                                                         |                                                  | ディー川とバラ湖 |                                       |                                          |
| バラ湖 (Llyn Tegid)                                                             |                                                  | ディー川とバラ湖 |                                       | バラ湖 (Llyn Tegid)                      |
| コエド・ア・リゲン                                                              | コエド・ア・リゲン                               | |                                       |                                          |
| ベルウィン (Berwyn)                                                             | ベルウィン                                       | ベルウィン | ベルウィン                            |                                          |
| クライグ・ア・ベングログ (Craig y Benglog)                                      | アスト・ア・ベングログ                           | |                                       |                                          |
| コエド・ガンスゥイド                                                            | コエド・ガンスゥイド                             | |                                       |                                          |
| モルヴァ・ハルレッヒ                                                            | モルヴァ・ハルレッヒ                             | モルヴァ・ハルレッヒとモルヴァ・ダフリン                                                                             |                                       |                                          |
| モルヴァ・ダフリン                                                              | モルヴァ・ダフリン                               | モルヴァ・ハルレッヒとモルヴァ・ダフリン                                                                             |                                       |                                          |
|                                                                                 |                                                  | シーン半島とサルナイ (Sarnau)                                                                                        |                                       |                                          |
| リノグ (Rhinog)                                                                 | リノグ                                           | リノグ |                                       |                                          |
| カダイル・イドリス                                                              | カダイル・イドリス                               | カダイル・イドリス                                                                                                   |                                       |                                          |
| クライグ・アル・アデリン (Bird's Rock)                                          |                                                  | | クライグ・アル・アデリン              |                                          |
| ダヴィ                                                                          | ダヴィ                                           | | ダヴィ河口 (Dyfi Estuary / Aber Dyfi) | コルス・ヴォホノとダヴィ（ダヴィ生物圏） |
|                                                                                 |                                                  | ※国立公園外（コルス・ヴォホノ〈ヴォホノ湿地〉）                                                                      |                                       | コルス・ヴォホノとダヴィ（ダヴィ生物圏） |

### 観光

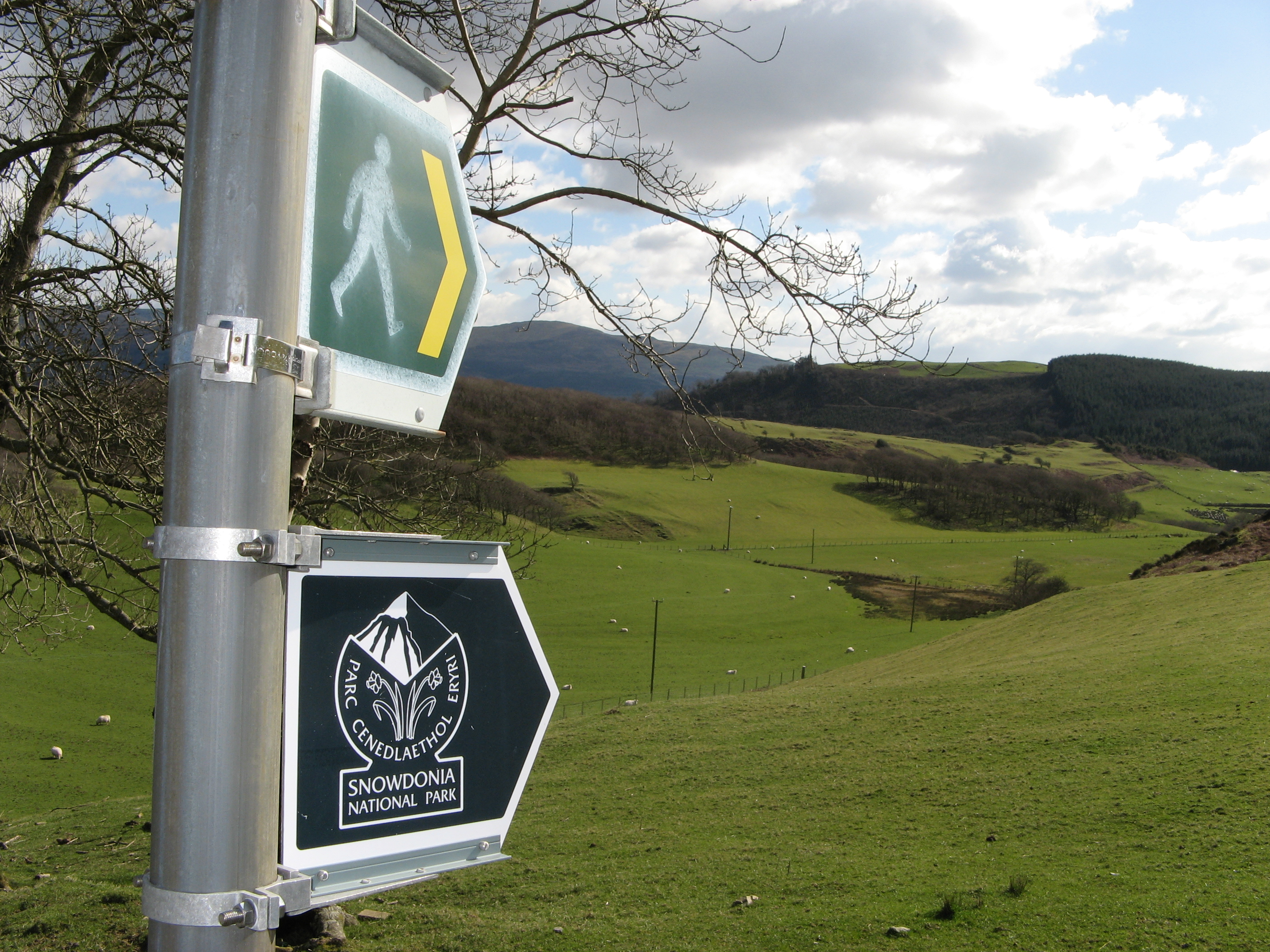
国立公園の南端、ビアデッド湖（Berded Lake、Llyn Barfog）付近の遊歩道の道標

国立公園局の調べによれば、2015年のスノードニア国立公園の来訪者は389万人とされる。スノードニア地域のハイキングの多くはスノードン自体に集中している。壮麗な主峰スノードンには年間約60万人が訪れて、ときにひどく混雑する上に、スノードン登山鉄道がほぼ頂上（サミット）まで通じている。
ほかにもグリデライ山塊の最高峰エリディル・ヴァウルと尾根沿いのア・ガルンならびにトリヴァンといった岩場の頂を持つ3000フィート級の山のみならず、西のナントセ山稜のタル・ア・ミグネズ山やドルゥス・ア・コエド山、東のカペル・キリッグの北にあるペン・シスリグ・ア・ウラハ、ブラエナイ・フェスティニオグの西にあるモエルウィン・マウル、さらに南にはリノギズのア・セスル、また、ドルゲサイの先にカダイル・イドリスがある。
それにスノードニアの低い山にもいくつもの壮大な遊歩道があり、国立公園には 1,479マイル (2,380 km) のパブリック・フットパス、164マイル (264 km) のブライドルウェイなどがある。長距離フットパス (Long-distance footpaths) としては、83マイル (134 km) を巡る「スノードニア・スレート・トレイル」、南北 94マイル (151 km)ないし97マイル (156 km) を抜ける「スノードニア・ウェイ」(Snowdonia Way) が設定されるほか、「ウェールズ・コースト・パス」の海岸線にも設定されている。